# Tsetseg
Tsetseg (mongoliska: Цэцэг Сум, Цэцэг) är ett distrikt i Mongoliet.   Det ligger i provinsen Chovd, i den västra delen av landet, 1 000 km väster om huvudstaden Ulaanbaatar.